# Lという名の衝動
『Lという名の衝動』（エルというなのしょうどう）は、Loeの2枚目のミニアルバム。2013年12月18日、depthから発売された。

## 概要
ミニアルバム3部作の2作目。山口篤は本作について、「3枚通して1枚のフルアルバムだとしたら、中盤のダウンする部分」とコメントしている。

## 収録曲
1. Lという名の衝動
2. Brand New Way
3. What really bring me down?
4. 東の空が見る夢に僕等は何が出来るだろう

作詞：山口篤 (#1, 2, 4) 、井上太郎 (#3)
作曲：山口篤、編曲：麻井寛史 (#ALL)

## レコーディング参加
- 山口篤 - ボーカル、ドラム
- 大浦史記 - ピアノ、コーラス
- 安井剛志 - ギター
  - 麻井寛史（Sensation） - ベース